# متمم نهم قانون اساسی ایالات متحده آمریکا

اصل منشور در اداره آرشیو ملی آمریکا

متمم نهم قانون اساسی ایالات متحده آمریکا (به انگلیسی: Ninth Amendment to the United States Constitution) یکی از اصلاحیه‌های در منشور حقوق ایالات متحده آمریکا است.
بر طبق این سند:
«ذکر برخی حقوق در قانون اساسی به مفهوم نفی یا انکار سایر حقوقی که مردم کسب کرده‌اند، تعبیر نخواهد شد.»